# Đồng hồ analog

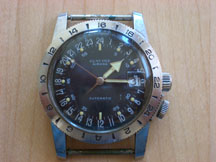
Một chiếc đồng hồ analog

Đồng hồ analog là một chiếc đồng hồ có màn hình không phải là kỹ thuật số mà là tương tự với mặt đồng hồ truyền thống. Tên là một ví dụ về một chữ viết tắt; nó được tạo ra để phân biệt đồng hồ analog, được gọi đơn giản là "đồng hồ", từ đồng hồ kỹ thuật số mới hơn. Nó tập trung đề cập đến việc thiết kế của màn hình, không phụ thuộc vào công nghệ tính giờ sử dụng trong đồng hồ chuyển động hoặc mô-đun, mặc dù đối thủ của nó, "đồng hồ kỹ thuật số ", thường bao hàm (trong hầu hết tâm trí mọi người) là điện tử kỹ thuật số trong cả công nghệ tính giờ và thiết kế. Đồng hồ kỹ thuật số là một trong đó thời gian được hiển thị dưới dạng một chuỗi các chữ số, ví dụ: "13:37". Đồng hồ analog là một trong đó màn hình không phải là kỹ thuật số, nhưng được biểu thị (thông thường) bằng chuyển động liên tục của một, hai hoặc ba kim chỉ vào các số được sắp xếp trên mặt số tròn (chuyển động của kim giờ tương tự như đường đi của mặt trời trên bầu trời).

## Đọc thời gian trên đồng hồ analog
Một chiếc đồng hồ analog có các kim để hiển thị thời gian. Kim chỉ cho giờ là ngắn và dày. Kim chỉ cho phút là dài và mỏng. Và đôi khi có kim chỉ giây dài và rất mỏng, đây rõ ràng là kim giây vì nó đi nhanh hơn 60 lần so với kim phút và nhanh hơn 720 lần so với kim giờ. Một số đồng hồ analog không có in số. Các con số có thể được xác định vì dây đeo đồng hồ luôn trỏ vào 12 & 6. Thường chỉ có vị trí 12 giờ hoặc chỉ các vị trí 12, 3, 6 & 9 được đánh dấu.